# 胡杨女人
《胡杨女人》是一部由中国大陆电视剧，由王茜华、沈航、李明启、姚扩等主演，于2010年在央视八套播出。该剧取材于真实故事，主要讲述了一位蒙古族女子替父还债的故事。

## 演员
| 演員   | 角色   | 介紹 |
| ------ | ------ | --- |
| 王茜华 | 斯琴   | 蒙古族女孩、赤脚医生；勤劳勇敢、一诺千金；一直努力替意外身故的父亲还债。                                   |
| 沈航   | 李大志 | 原工厂工人，斯琴父亲的债主之一；因失手杀死了自己妻子的出轨对象，逃亡草原，遇到了斯琴，最终和斯琴结为夫妻。 |
| 李明启 | 奶奶   | 斯琴奶奶                                                                                                   |
| 姚扩   | 巴特尔 | 蒙古族男人；性格刚毅；因斯琴未能救活自己难产的老婆而与斯琴结怨，后来被斯琴感动，与其一起还债。             |
| 李进荣 | 牧仁   | 原斯琴未婚夫，为了逃避债务抛弃斯琴，并与其妹妹私奔。                                                       |

## 剧情
蒙古族女孩斯因父亲意外身亡而背负巨额债务，努力赚钱还债。后来遇到了因失手杀人而逃亡草原的李大志，李大志被斯琴的乐观感染，决定留下帮助她还债，二人渐生情愫，最终走到了一起；巴特尔因一次接生事故记恨斯琴，但后来被斯琴感动，也帮助她还债。斯琴最终还清了债务，还办了自己的奶牛场。

## 制作
2007年，制片人杨晓娟看到一条替夫还债的新闻后，与编剧庞一川商议筹备《胡杨女人》。2009年，剧组赴内蒙古选景，全剧在内蒙古锡林郭勒草原和额济纳的胡杨林取景拍摄。

## 奖项
2011年，《胡杨女人》获得第28届电视剧飞天奖提名荣誉奖

## 花絮
- 王茜华演骑马的戏时，曾从马背上摔下来，翻身上马后，好几次又差点被甩下来[6]。
- 李进荣在拍摄过程中，经常骑着配有蒙古鞍的烈马，大腿、屁股经常被磨出血来[7]。

## 评价
- 《中国新闻网》评论认为，《胡杨女人》是一部励志剧，诠释了“一千年不死，一千年不倒，一千年不朽”胡杨树精神与诚信、坚毅的民族性格[8]。
- 《阿拉善日报》评论认为，该剧通过替父还债故事展示的“胡杨精神”是最大亮点，同时该剧也让更多人知道了阿拉善美景[9]。
- 《新浪娱乐》评论认为，该剧情节波澜壮阔、配乐优美，还展示了美丽的草原风情[10]。

## 争议
蒙古族作家包金认为《胡杨女人》的剧本抄袭了她的作品《天边的绿洲》，遂将编剧和制作公司起诉至呼和浩特市中级人民法院，2012年4月9日，此案公开审理，未当庭宣判。